# A Fool's Revenge

A Fool's Revenge est un film muet américain réalisé par D. W. Griffith, sorti en 1909. Le film est adapté de la pièce Le Roi s'amuse de Victor Hugo.

## Synopsis
C'est l'histoire tragique de la fille d'un bouffon, amoureuse d'un duc.

## Fiche technique
- Titre : A Fool's Revenge
- Réalisation : D. W. Griffith
- Scénario : D. W. Griffith, d'après la pièce Le roi s'amuse de Victor Hugo et l'opéra Rigoletto de Giuseppe Verdi
- Société de production et de distribution : American Mutoscope and Biograph Company[2]
- Musique : Giuseppe Verdi[3]
- Photographie : Arthur Marvin[4] et G. W. Bitzer
- Pays de production :  États-Unis
- Format[5] : Noir et blanc - Muet - 1,33:1 ou 1,37:1[4] - 35 mm[4],[6]
- Longueur de pellicule : 1000 pieds (305 mètres[6])
- Durée : 11 minutes (à 16 images par seconde)[5]
- Date de sortie : 4 mars 1909

## Distribution
Les noms des personnages proviennent de l'Internet Movie Database.
- Florence Lawrence
- Marion Leonard : la fille du bouffon
- Owen Moore : le duc
- Linda Arvidson : une personne de la cour
- Vivian Prescott
- John R. Cumpson : une personne de la cour
- Fred Mace
- Mack Sennett : le jongleur / le serviteur
- Charles Inslee : le bouffon[3],[4]
- Anita Hendrie : la complice du bouffon[3],[4]
- Arthur V. Johnson : une personne de la cour[3]
- David Miles : une personne de la cour[3]
- Harry Solter : une personne de la cour[3]
- Dorothy West : une personne de la cour[3]

## Autour du film
Les scènes du film ont été tournées les 11 et 12 février 1909 dans le studio de la Biograph à New York.